# 진필중
진필중(陳弼重, 1972년 10월 13일 ~ )은 대한민국의 야구 선수, 지도자로 전 KBO 리그 우리 히어로즈의 투수이다. 1990년대 후반과 2000년대 초반 KBO 리그 최고의 마무리 투수였다.

## 선수 시절

### OB 베어스&두산 베어스시절
1995년 중앙대를 졸업하고 OB 베어스에 입단하여 데뷔 시즌 6승 2패, 2세이브, 3점대 평균자책점을 기록하였다. 그 해 롯데 자이언츠와의 1995년 한국시리즈에서 당시 OB 베어스의 감독이었던 김인식은 승부수를 띄웠는데, 풋내기 신인이었던 그에게 6차전을 걸어보기로 결심한 것이다. 그가 잘 던질 수 있을까 하는 향간의 우려에도 불구하고, 6차전 선발 투수로 나와 9이닝 3피안타ㅡ 1실점 완투승을 거둬 롯데 자이언츠의 우승 저지와 OB 베어스의 한국시리즈 2번째 우승에 기여하였다. 1998년 선발과 마무리를 오가며 6승, 19세이브를 기록했고, 1999년 16승, 36세이브를 기록하여 한국 신기록을 세웠으며 2002년까지 4년 동안 132세이브를 올렸다.

### KIA 타이거즈시절
2002년 초 메이저 리그 진출을 위해 포스팅 공시를 하였으나 아무도 응찰하는 구단이 없었다. 2002년 시즌을 마치고 다시 포스팅 공시를 했지만 25,000달러(당시 약 3,000만원)에 그쳐 진출을 포기했다. 그의 포스팅 실패 이후 그의 추락이 시작되었다. 2003년 시즌을 앞두고 KIA 타이거즈가 손혁, 김창희를 상대로 현금 8억원을 두산 베어스에 주는 조건으로 트레이드되었다. 마무리와 셋업맨 보직을 오가면서 활약했었다. 3점대 평균자책점, 4승 4패, 19세이브를 기록하였지만, 썩 좋은 모습을 보이지 못하고 중간에 2군으로도 내려갔다.

### LG 트윈스시절
2004년 자유계약선수 자격을 얻어 LG 트윈스에 이적하였다. 2003년 11월, LG 트윈스와 4년간 총액 30억원에 계약하여 구단의 큰 기대를 받았으나, 입단 첫 해인 2004년부터 등판할 때마다 자주 난조를 보이고 부진을 겪었다. 이후 3년간 부상과 부진을 겪으며 1군과 2군을 오가며 FA 계약 기간인 4년간 3승 14패, 15세이브라는 부진한 성적을 기록한 채 2006년을 마지막으로 1군에서 자취를 감춘 후 2007년 말 방출되었다. 2004년는 부진한 그를 대신하여 이동현이 마무리로 쏠쏠한 활약을 했으나, 병역 비리로 시즌 아웃되어 LG 트윈스는 난관에 부딪혔다.

### 우리 히어로즈시절
2008년 5월 14일 우리 히어로즈에 신고선수 계약을 하였으나, 2군 6경기에 등판해 6과 2/3이닝동안 평균자책 8.10을 기록하며 부진했고 결국 6월에 신고선수 계약이 해지되어 방출되었다.

## 야구선수 은퇴 후
방출 이후 개인 훈련을 하며 미국 마이너 리그 진출을 추진하다가 2008년 9월에 교통사고를 당했고 이후에는 현역 복귀를 사실상 포기했다. 2009년 1월 5일에 예전 LG 트윈스 시절 동료였던 안상준의 제의로 한민대학교 코치로 지도자 생활을 시작했다. 이후 2012년 경찰 야구단의 투수 코치로 선임되었다. 2013년을 마지막으로 경찰 야구단의 코치직에서 물러나 2014년부터는 최원호와 함께 XTM의 프로야구 해설위원으로 영입되었다.

## 출신 학교
- 서울역삼초등학교
- 휘문중학교
- 휘문고등학교
- 중앙대학교

## 수상
- 1999년 최우수 구원 투수
- 2000년 최우수 구원 투수

## 주요 기록
| 기록         | 날짜        | 소속 | 구장 | 상대팀 | 상대 타자 | 경기 결과 | 경기수 | 달성 당시 나이 | 기타        | 주석 |
| ------------ | ----------- | ---- | ---- | ------ | --------- | --------- | ------ | -------------- | ----------- | ---- |
| 500경기 출장 | 2006. 6. 22 | LG   | 잠실 | 한화   |           |           |        | 33세 8개월 9일 | 역대 14번째 |      |

## 통산 기록
| 연 도           | 소 속           | 나 이           | 승 리 | 패 전 | 승 률 | 평 자 책 | 출 장 | 선 발 | 완 투 | 완 봉 | 세 이 브 | 홀 드 | 이 닝  | 피 안 타 | 피 홈 런 | 볼 넷 | 고 4 | 탈 삼 진 | 몸 맞 | 보 크 | 폭 투 | 실 점 | 자 책 | 타 자 수 | W H I P |
| --------------- | --------------- | --------------- | ----- | ----- | ----- | -------- | ----- | ----- | ----- | ----- | -------- | ----- | ------ | -------- | -------- | ----- | ---- | -------- | ----- | ----- | ----- | ----- | ----- | -------- | ------- |
| 1995            | OB              | 23              | 6     | 2     | .750  | 3.21     | 36    | 9     | 2     | 0     | 2        | 0     | 109.1  | 112      | 2        | 32    | 3    | 50       | 8     | 0     | 5     | 43    | 39    | 464      | 1.32    |
| 1996            | OB              | 24              | 13    | 10    | .565  | 3.11     | 32    | 23    | 5     | 2     | 4        | 0     | 191.0  | 186      | 4        | 42    | 5    | 69       | 5     | 1     | 3     | 72    | 66    | 774      | 1.19    |
| 1997            | OB              | 25              | 7     | 12    | .368  | 3.72     | 26    | 26    | 1     | 1     | 0        | 0     | 130.2  | 152      | 11       | 37    | 1    | 72       | 6     | 1     | 4     | 69    | 54    | 571      | 1.45    |
| 1998            | OB              | 26              | 8     | 6     | .571  | 2.33     | 61    | 5     | 1     | 1     | 19       | 0     | 158.1  | 135      | 7        | 42    | 5    | 100      | 5     | 0     | 5     | 44    | 41    | 638      | 1.12    |
| 1999            | 두산            | 27              | 16    | 6     | .727  | 2.37     | 73    | 0     | 0     | 0     | 36       | 0     | 114.0  | 84       | 9        | 37    | 3    | 114      | 4     | 0     | 8     | 32    | 30    | 454      | 1.06    |
| 2000            | 두산            | 28              | 5     | 5     | .500  | 2.34     | 59    | 0     | 0     | 0     | 42       | 0     | 73.0   | 64       | 3        | 25    | 4    | 61       | 0     | 0     | 6     | 23    | 19    | 301      | 1.22    |
| 2001            | 두산            | 29              | 9     | 6     | .600  | 3.22     | 51    | 5     | 0     | 0     | 23       | 0     | 89.1   | 87       | 7        | 40    | 3    | 88       | 1     | 0     | 3     | 41    | 32    | 388      | 1.42    |
| 2002            | 두산            | 30              | 4     | 5     | .444  | 3.47     | 54    | 0     | 0     | 0     | 31       | 0     | 62.1   | 60       | 8        | 16    | 5    | 58       | 3     | 1     | 2     | 28    | 24    | 261      | 1.22    |
| 2003            | KIA             | 31              | 4     | 4     | .500  | 3.08     | 46    | 2     | 0     | 0     | 19       | 0     | 64.1   | 64       | 11       | 22    | 2    | 71       | 2     | 0     | 2     | 24    | 22    | 271      | 1.34    |
| 2004            | LG              | 32              | 0     | 4     | .000  | 5.23     | 34    | 1     | 0     | 0     | 15       | 0     | 32.2   | 49       | 3        | 12    | 3    | 23       | 1     | 0     | 4     | 22    | 19    | 156      | 1.87    |
| 2005            | LG              | 33              | 3     | 7     | .300  | 5.82     | 13    | 12    | 0     | 0     | 0        | 0     | 51.0   | 58       | 5        | 21    | 0    | 27       | 7     | 0     | 5     | 40    | 33    | 237      | 1.55    |
| 2006            | LG              | 34              | 0     | 3     | .000  | 3.95     | 25    | 3     | 0     | 0     | 0        | 2     | 43.1   | 54       | 3        | 15    | 0    | 18       | 0     | 0     | 4     | 21    | 19    | 190      | 1.59    |
| KBO 통산 : 12년 | KBO 통산 : 12년 | KBO 통산 : 12년 | 75    | 70    | .517  | 3.20     | 510   | 86    | 9     | 4     | 191      | 2     | 1119.1 | 1105     | 73       | 341   | 34   | 751      | 42    | 3     | 51    | 459   | 398   | 4705     | 1.29    |

- 시즌 기록 중 굵은 글씨는 해당 시즌 최고 기록